# Eucàrides
Els eucàrides (Eucarida) són un superordre de crustacis malacostracis que inclou els decàpodes (crancs, gambes i afins) i els eufausiacis (krill i afins). Es caracteritzen per tenir la cuirassa fusionada a tots els segments toràcics, i perquè tenen ulls pedunculats.

## Taxonomia
Els eucàrides inclouen dos ordres:
- Ordre Decapoda Latreille, 1802
- Ordre Euphausiacea Dana, 1852